# フルフル

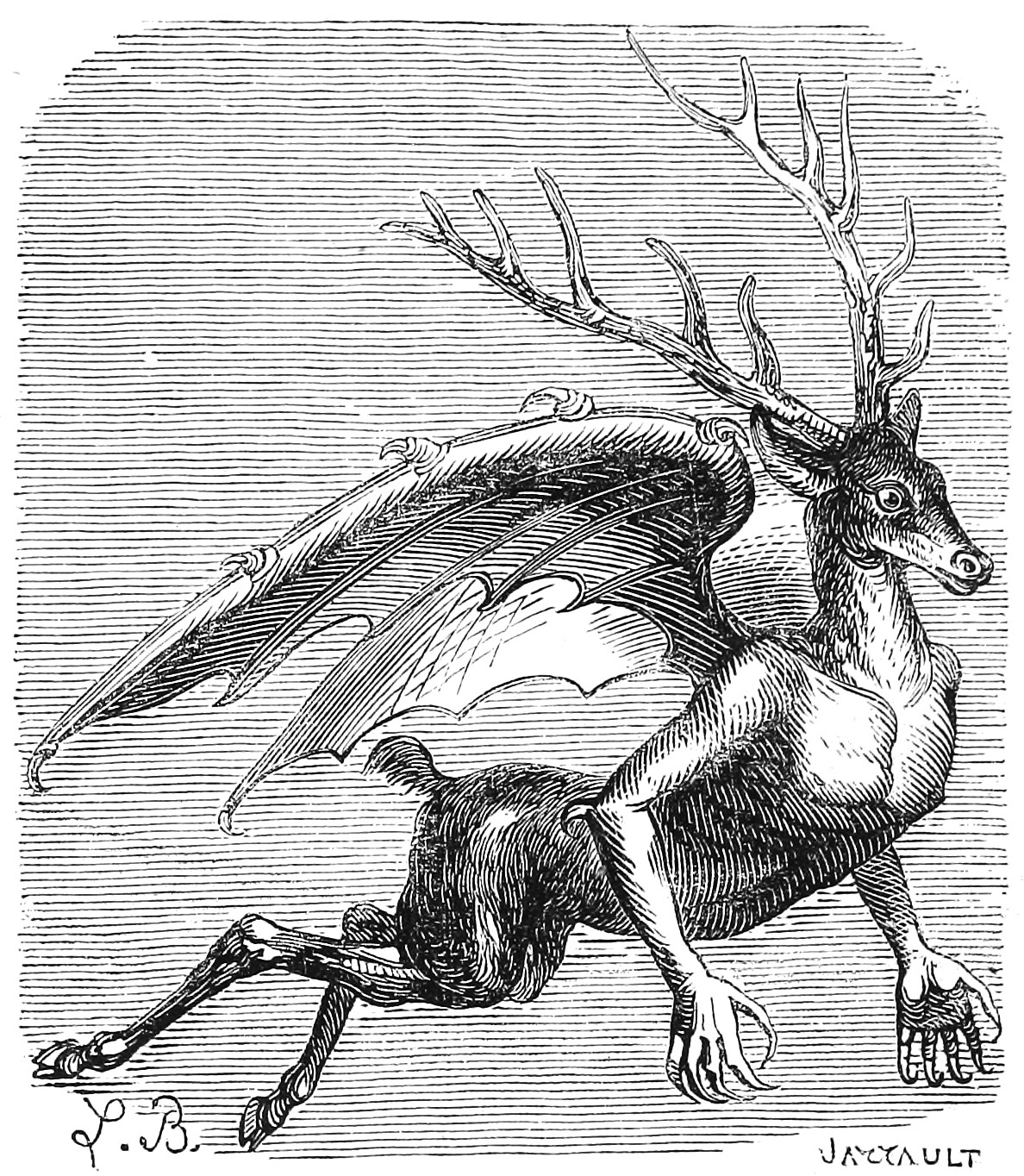
コラン・ド・プランシーの著作『地獄の辞典』第6版に付されたフルフルの挿絵

フルフル（ラテン語・英語等：Furfur）は、悪魔学における悪魔の一人。フュルフュールと音写されることもある。

## 概要
『ゴエティア』によると、26の軍団を率いる序列34番の地獄の大伯爵。
燃え立つ尾を持つ牡鹿の姿で現れる。19世紀の著述家コラン・ド・プランシーの著作『地獄の辞典』第6版（1863年版）に付された挿絵では、翼の生えた鹿の姿で描かれている。フレッド・ゲティングズは「炎の蛇の尾を持つ有翼の鹿の姿」としている。
召喚者に嘘をつくが、命令して三角形の魔法陣の中に入らせれば、天使の姿を取り、しわがれた声で話す。秘密や神聖な物事に関する質問に対して真実を答える。男女の愛を引き起こし、雷や嵐を呼び寄せる。